# Penicillium emmonsii
Penicillium emmonsii är en svampart som beskrevs av Pitt 1980. Penicillium emmonsii ingår i släktet Penicillium och familjen Trichocomaceae.   Inga underarter finns listade i Catalogue of Life.